# Флін Козир
Людвиг Фіцгерберт (англ. Eugene Fitzherbert), відомий як Флін Козир (англ. Flynn Rider) — вигаданий персонаж, який з'являється в анімаційному фільмі «Заплутана історія» 2010 року студії «Walt Disney Animation», короткометражному фільмі 2012 року «Заплутано назавжди» та телесеріалі 2017 року «Рапунцель: Заплутана історія». Персонажа озвучує американський актор Закарі Лівай, який вирішив пройти прослуховування на роль, дізнавшись, що він також співатиме за персонажа. Дует Лівай зі співачкою та партнеркою з фільму Менді Мур «I See the Light» став першою професійно записаною піснею та дебютом актора у музичній сфері.